# Lucio Giunio Silano
Lucio Giunio Silano (in latino: Lucius Iunius Silanus; 8 a.C. circa – 48) è stato un magistrato romano, console dell'Impero romano.

## Biografia
Appartenente alla nobilissima gens Iunia, e in particolare all'importante ramo dei Iunii Silani, Lucio, personaggio difficilmente collocato allo stato attuale delle nostre conoscenze, è stato per lungo tempo ritenuto figlio, o più probabilmente nipote, di Lucio Giunio Silano, che nel 21 a.C. non riuscì a raggiungere il consolato (sconfitto da Quinto Emilio Lepido) e che era fratello di Marco Giunio Silano, console nel 25 a.C. Un recente ritrovamento dei Fasti fratrum Arvalium attesta però definitivamente la filiazione di Lucio da un Decimo Giunio Silano: l'unico noto della precedente generazione con questo nome è il Decimo Giunio Silano che andò in esilio autoimposto quando Augusto scoprì, nell'8, il suo adulterio, e la sua vicinanza, con Giulia minore. Questo renderebbe Lucio nipote dei consoli del 10, Gaio Giunio Silano, e del 15, Marco Giunio Silano, e cugino del console del 28, Gaio Appio Giunio Silano (sposato con Domizia Lepida, figlia di Antonia maggiore e quindi nipote della sorella di Augusto Ottavia e di Marco Antonio, e madre di Messalina, e poi ucciso da Claudio, Narciso e dalla stessa Messalina nel gennaio 42), e della prima moglie di Caligola, Giunia Claudilla. Suo fratello, inoltre, sarebbe stato un Decimo Giunio Silano Getulico: il suo nome attesta o un'adozione del figlio biologico di Gneo Cornelio Lentulo Getulico, oppure un matrimonio con una figlia dello stesso Getulico, in questo caso evidentemente matrigna di Lucio. Il figlio del fratello di Lucio porta poi il nome di Marco Giunio Silano Lutazio Catulo, il che attesta un matrimonio con una donna dell'importante gens Lutatia, ormai quasi estinta.
Il richiamo da parte di Tiberio nel 20 del padre di Lucio, Decimo, dal suo esilio autoimposto sembra essere stato un preludio ad una riabilitazione di quel ramo della gens: se lo stesso Decimo non ricoprì cariche pubbliche dopo il suo richiamo, Lucio riuscì ad assurgere al consolato come suffetto per il secondo semestre del 26, come attesta il medesimo frammento di recente scoperta dei Fasti fratrum Arvalium che testimonia anche la sua filiazione. Suo collega fu l'homo novus Gaio Velleo Tutore, e insieme sostituirono Gneo Cornelio Lentulo Getulico, parente di Lucio, e Gaio Calvisio Sabino: il loro consolato vide sicuramente la morte di Marco Asinio Agrippa e di Quinto Aterio e con ogni probabilità la promulgazione di una lex Iunia Vellaea sulla institutio e sulla exhaeredatio di figli postumi.
Le uniche altre cariche note, sono le cariche sacerdotali di flamen Martialis, che Lucio forse assunse nel 22 al posto del condannato zio Gaio, e di frater Arvalis, che Lucio ricoprì sotto Claudio.
La sua morte è fissata negli ultimi mesi del 48.